# Lâm Nhược
Lâm Nhược (19 tháng 7 năm 1924 – 7 tháng 10 năm 2012) là chính trị gia người Trung Quốc, nguyên Bí thư Tỉnh ủy Quảng Đông.

## Tiểu sử
Lâm Nhược là người quận Triều An, thành phố Triều Châu, tỉnh Quảng Đông. Tháng 5 năm 1945, ông gia nhập Đảng Cộng sản Trung Quốc (CPC). Tháng 7 năm 1945, ông học tại Viện văn học, Đại học Trung Sơn. Tháng 3 năm 1950, ông được bổ nhiệm làm Tổ trưởng tổ thành thị, Phòng nghiên cứu chính sách Địa ủy Châu Giang thuộc tỉnh Quảng Đông, cũng như các chức vụ địa phương ở Trung Sơn và Đông Hoản. Sau năm 1952, ông được bổ nhiệm làm Bí thư Huyện ủy Đông Hoản. Trong thời kỳ Cách mạng Văn hóa, Lâm Nhược bị tấn công. Sau tháng 2 năm 1971, ông đảm nhiệm chức vụ Ủy viên Ban Thường vụ Địa ủy Trạm Giang. Năm 1973, ông nhậm chức Phó Bí thư Đảng ủy Nhật báo Nam Phương, Phó Chủ nhiệm Ủy ban Cách mạng Nhật báo Nam Phương. Năm 1975, ông được bổ nhiệm làm Bí thư thứ nhất Thành ủy Quảng Châu. Năm 1982, Lâm Nhược được điều lên tỉnh Quảng Đông giữ chức vụ Bí thư thứ nhất Tỉnh ủy. Từ năm 1985 đến năm 1991, ông là Bí thư Tỉnh ủy Quảng Đông. Từ năm 1990 đến tháng 12 năm 1996, ông giữ chức Chủ nhiệm Ủy ban Thường vụ Đại hội đại biểu nhân dân tỉnh Quảng Đông. Tháng 9 năm 2004, ông nghỉ hưu. Ngày 7 tháng 10 năm 2012, Lâm Nhược qua đời ở Quảng Châu sau một căn bệnh.
Ông là đại biểu dự Đại hội đại biểu toàn quốc Đảng Cộng sản Trung Quốc từ khóa XII đến khóa XVII, Ủy viên Ban Chấp hành Trung ương Đảng Cộng sản Trung Quốc khóa XII, XIII và đại biểu Quốc hội khóa VII, VIII.